# Augsburský svátek míru
Augsburský svátek míru (německy Augsburger Hohe Friedensfest) se slaví již od roku 1650 každoročně 8. srpna. Původně jej slavili augsburští protestanti jako konec útlaku za třicetileté války po uzavření vestfálského míru roku 1648. Dnes se jedná o zákonný svátek omezený pouze na augsburské městské území, čímž je Augsburg městem s největším počtem zákonných svátků v Německu.